# Tiếng Tây Yugur
Tiếng Tây Yugur (yoɣïr lar (lời nói Yugur) hoặc yoɣïr śoz (từ ngữ Yugur)), còn được gọi là tiếng Tân Duy Ngô Nhĩ, là ngôn ngữ Turk được nói bởi người Yugur. Nó tương phản với Đông Yugur, ngôn ngữ Mông Cổ được nói trong cùng một cộng đồng. Theo truyền thống, cả hai ngôn ngữ đều được gọi là "Uygur vàng", từ tên tự gọi của người Yugur.
Có khoảng 4.600 người Yugur nói ngôn ngữ này.

## Chữ viết
Grigory Potanin đã ghi lại bảng chú giải thuật ngữ tiếng Salar, tiếng Tây Yugur và Đông Yugur trong cuốn sách viết bằng tiếng Nga năm 1893 của ông, Vùng biên giới Tangut-Tạng của Trung Quốc và miền trung Mông Cổ.